# Corona del Mar
Corona del Mar ou CdM (en espagnol pour « Couronne de la mer ») est un quartier balnéaire de la ville de Newport Beach, en Californie.
Corona del Mar comprend généralement tout le terrain sur la face maritime des collines de San Joaquin, au sud de l'avenue Avocado jusqu'aux limites de la ville, ainsi que du développement d'Irvine Terrace, juste au nord d'Avocado.
Corona del Mar est connue pour ses plages, ses bassins de marée, ses vues à flanc de falaise et ses boutiques de village. Les plages de la région comprennent la plage d'État de Corona del Mar ainsi que le parc d'État de Crystal Cove au sud de Corona del Mar, accessibles par des chemins descendant une colline escarpée. Corona del Mar a un représentant au conseil municipal de Newport Beach. Certains résidents possèdent une adresse postale avec le code postal 92625.

## Histoire
La communauté est fondée en 1904 et grandit suffisamment pour que son propre bureau de poste soit établi le 16 juillet 1926, avec comme premier maître de poste Mme Edna L. Stuckey. Un développement composé de terrains invendus est créé en 1915, Balboa Palisades. La zone la plus ancienne de Corona del Mar se compose principalement de maisons unifamiliales isolées et rapprochées, d'architecture variable, concentrées le long de la Pacific Coast Highway (également connue sous le nom de "PCH" ou State Route 1). Les nouveaux développements à Harbour View Hills se composent de maisons de style ranch californien, dont beaucoup offrent une vue sur l'océan.

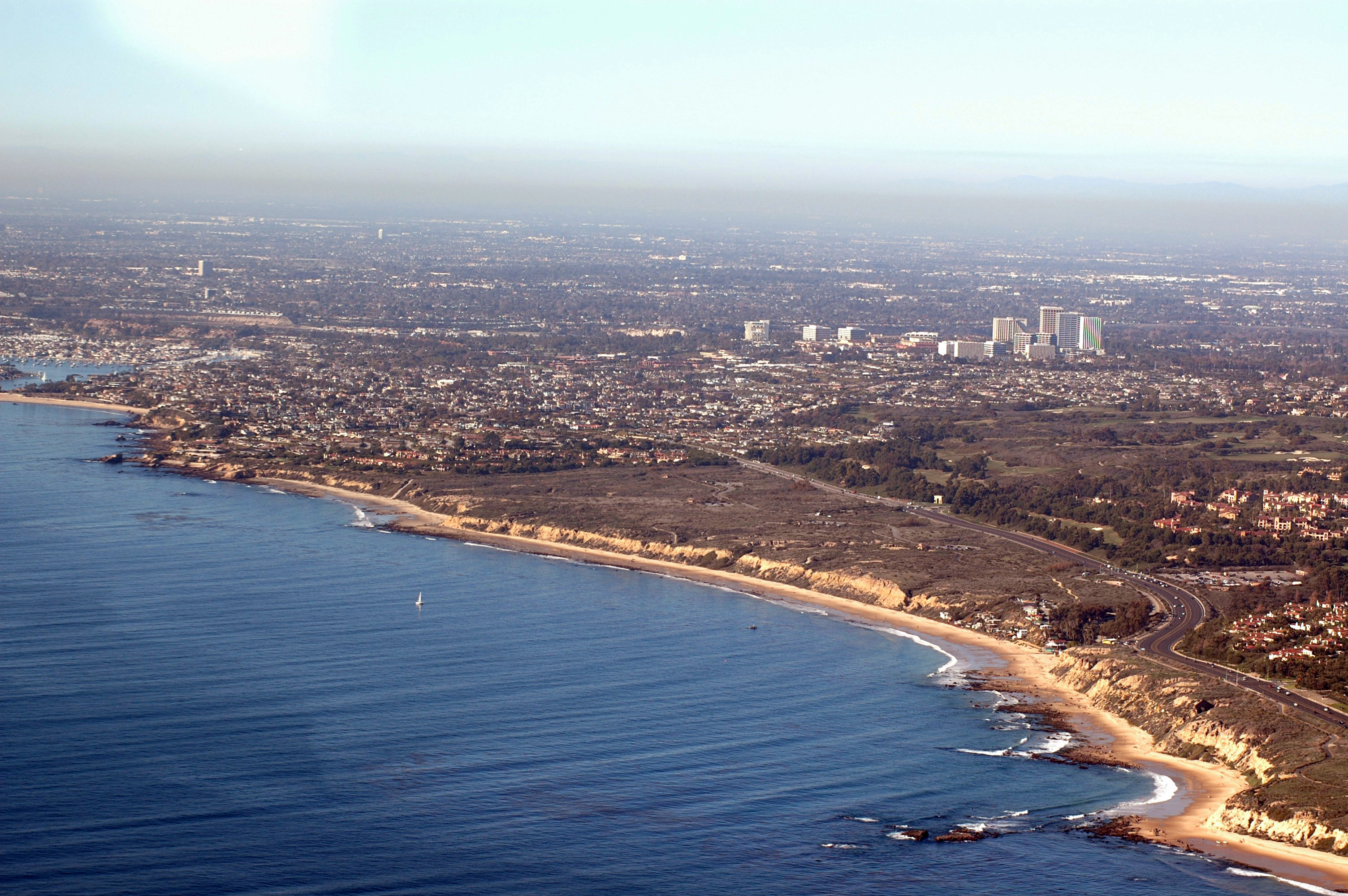
Corona del Mar, Newport Beach.

## Dans la culture populaire
Corona del Mar est le décor de la série Fox Arrested Development (mentionnée par son nom dans la saison 2, épisode 14, « The Immaculate Election ») ainsi que la résidence de Martine et Dustin Rhodes dans False Memory, le roman de Dean Koontz.